# Giovanni Battista Scalabrini
Svatý Giovanni Battista Scalabrini, C.S. (8. července 1839, Fino Mornasco – 1. června 1905, Piacenza) byl italský duchovní, v letech 1876–1905 biskup v Piacenze, zakladatel řeholních společností skalabriniánů a jejich ženské větve skalabriniánek.

## Život

### Raný život
Narodil se ve vesnici Fino Mornasco dne 8. července 1839 rodičům Luisi Scalabrinimu a Colombě rozené Trombetta. Měl mnoho sourozenců a jeho rodina byla chudá.

### Kněžství
Absolvoval seminář v Como, kde byl velmi dobrým studentem.
Na kněze byl vysvěcen dne 30. května 1863 biskupem Giuseppem Marzoratinim. Jako farář byl mezi svými farníky velmi oblíbený mimo jiné pro svoje srozumitelná kázání.

### Biskupský úřad
Dne 28. ledna 1876 jej papež jmenoval biskupem v Piacenze. Na biskupa byl vysvěcen dne 30. ledna 1876 byl biskupem Alessandrem Franchim. Je uznáván především za svoji podporu migrantům, utíkajících z Itálie před nedostatkem jídla. Ve svém úřadě zůstal až do své smrti.

### Založené kongregace
Dne 28. listopadu 1887 založil kongregaci Misionářů svatého Karla. Později také založil ženskou větev s názvem Misionářské sestry svatého Karla. Tyto kongregace mněly pomáhat migrantům, uprchlých z Itálie.

### Smrt
Zemřel v Piacenze dne 1. června 1905.

## Úcta
Dne 11. května 1982 započal beatifikační proces, čímž byl prohlášen za služebníka Božího. Dne 16. března 1987 podepsal papež sv. Jan Pavel II. dekret o jeho hrdinských ctnostech. Tentýž papež ho dne 9. listopadu 1997 blahořečil. Svatořečen pak byl dne 9. října 2022 na Svatopetrském náměstí papežem Františkem. Jeho památka je připomínána 1. června.